# Achimenes misera
Achimenes misera är en tvåhjärtbladig växtart som beskrevs av John Lindley. Achimenes misera ingår i släktet Achimenes och familjen Gesneriaceae. Inga underarter finns listade i Catalogue of Life.